# Cecilio Zubillaga
Cecilio Zubillaga est l'une des dix-sept paroisses civiles de la municipalité de Torres dans l'État de Lara au Venezuela. Sa capitale est La Pastora.

## Géographie

### Démographie
Hormis sa capitale  La Pastora, la paroisse civile comporte une seule autre localité, La Palmita.